# Zdeněk Kutlák
Zdeněk Kutlák (* 13. února 1980, České Budějovice) je bývalý český hokejista (obránce), v současné době působí jako asistent trenéra v celku HC Tábor. V roce 2000 byl na 237. místě v draftu NHL vybrán týmem Boston Bruins.

## Ocenění a úspěchy
- 2016 EBEL - Vítězný gól
- 2018 1.ČHL - Nejlepší střelec mezi obránci

## Prvenství
- Debut v NHL - 5. listopadu 2000 (Toronto Maple Leafs proti Boston Bruins)
- První asistence v NHL - 22. listopadu 2000 (Detroit Red Wings proti Boston Bruins)
- První gól v NHL - 15. února 2003 (Tampa Bay Lightning proti Boston Bruins, brankáři Nikolaj Chabibulin)

## Hráčská kariéra

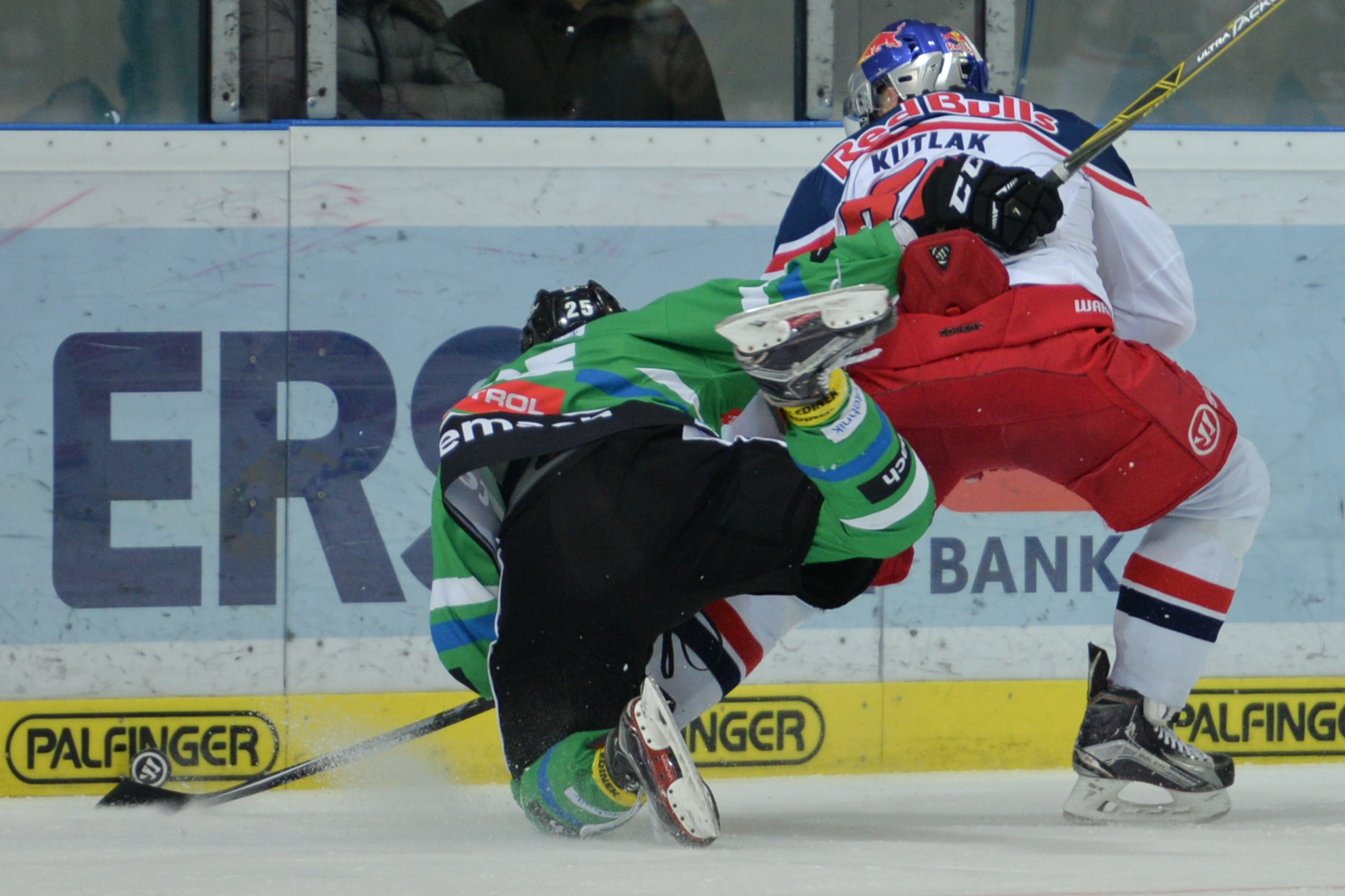
Zdeněk Kutlák v akci

- 1996-97 – HC České Budějovice - dorost
- 1997-98 – HC České Budějovice - junioři
- 1998-99 – HC České Budějovice, IHC Písek (1. liga), HC Strakonice (2. liga), HC České Budějovice - junioři
- 1999-00 – HC České Budějovice, SHC Vajgar Jindřichův Hradec (1. liga), IHC Písek (1. liga), HC České Budějovice - junioři
- 2000-01 – Boston Bruins (NHL), Providence Bruins (AHL)
- 2001-02 – Providence Bruins (AHL)
- 2002-03 – Boston Bruins (NHL), Providence Bruins (AHL)
- 2003-04 – Boston Bruins (NHL), Providence Bruins (AHL)
- 2004-05 – HC Energie Karlovy Vary
- 2005-06 – HC České Budějovice
- 2006-07 – HC Mountfield
- 2007-08 – HC Ambrì-Piotta (Švýcarsko)
- 2008-09 – HC Ambrì-Piotta (Švýcarsko)
- 2009-10 – HC Ambrì-Piotta (Švýcarsko)
- 2010-11 – HC Ambrì-Piotta (Švýcarsko)
- 2011-12 – HC Ambrì-Piotta (Švýcarsko)
- 2012-13 – HC Ambrì-Piotta (Švýcarsko)
- 2013-14 – HC Slovan Bratislava (KHL), HC Davos (Švýcarsko)
- 2014-15 – EC Red Bull Salzburg (Rakousko) EBEL
- 2015-16 – EC Red Bull Salzburg (Rakousko) EBEL vítěz [1]
- 2016-17 – EC Red Bull Salzburg (Rakousko) EBEL
- 2017-18 – ČEZ Motor České Budějovice (1. liga)
- 2018-19 – ČEZ Motor České Budějovice (1. liga)
- 2019-20 – HC David Servis České Budějovice, HC Příbram (2. liga)
- 2020-21 – HC Příbram (2. liga)
- 2021-22 – HC Příbram (2. liga)

## Reprezentace
| Rok                       | Tým                       | Soutěž                    | Z                         | G  | A | B | TM |   |
| ------------------------- | ------------------------- | ------------------------- | ------------------------- | -- | - | - | -- | - |
| 1998                      | Česko 18                  | ME-18                     | 6                         | 0  | 1 | 1 | 2  |   |
| 2000                      | Česko 20                  | MSJ                       | 7                         | 0  | 0 | 0 | 2  |   |
| 2006                      | Česko                     | MS                        | 9                         | 0  | 0 | 0 | 0  |   |
| 2012                      | Česko                     | MS                        | 8                         | 1  | 0 | 1 | 0  |   |
| 2013                      | Česko                     | MS                        | 8                         | 1  | 0 | 1 | 0  |   |
| Juniorská kariéra celkově | Juniorská kariéra celkově | Juniorská kariéra celkově | Juniorská kariéra celkově | 13 | 0 | 1 | 1  | 4 |
| Seniorská kariéra celkově | Seniorská kariéra celkově | Seniorská kariéra celkově | Seniorská kariéra celkově | 25 | 2 | 0 | 2  | 0 |